# Martha Lucía Mícher Camarena
Martha Lucía Mícher Camarena (Ciudad de México; 11 de febrero de 1954), conocida como Malú Mícher, es una feminista y política mexicana. Ha sido diputada federal en tres ocasiones. Desde septiembre de 2018 es legisladora en el Congreso de la Unión en representación del estado de Guanajuato (LXIV Legislatura). También es licenciada en pedagogía, posgraduada en educación para la paz y los derechos humanos, feminista de izquierda y defensora de los derechos de mujeres y niñas. A febrero del 2024, es presidenta de la Comisión de Igualdad de Género del Senado de su país.

## Trayectoria
Inició su actividad política como integrante del Centro de Reflexión Universitaria para el Compromiso (CRUC) cuando tenía 21 años de edad, en ese entonces se integró de forma activa a la fundación de las Comunidades Eclesiales de Base, en León Guanajuato.
Es Licenciada en pedagogía egresada de la Universidad Panamericana; ha participado en varias organizaciones de izquierda y lucha por la igualdad de la mujer, entre ellas varias organizadas por la Internacional Socialista en representación del Partido de la Revolución Democrática (PRD) e integrante de la Delegación mexicana a la Conferencia Mundial de la Mujer, celebrada en Pekín, China. También fundó el grupo Feminista «Palabra de Mujer». Ha sido Secretaria de la Mujer en el Comité Ejecutivo Nacional del PRD.
Candidata a gobernadora de Guanajuato en 1995, perdió la elección frente a Vicente Fox, quedando en tercer lugar, por detrás del candidato del PRI Ignacio Vázquez Torres, pero logró un importante impacto para su partido, prácticamente inexistente antes de su candidatura. Diputada al Congreso de Guanajuato en la LVII Legislatura de 1997 a 2000, ese año fue candidata a Presidenta Municipal de León.
De 2000 a 2002, fue secretaria de la Mujer del Comité Ejecutivo Nacional del PRD.
En 2003 fue electa diputada plurinominal a la LIX Legislatura, en ella cobró gran notoriedad al encabezar la Comisión legislativa encargada de las investigaciones en contra de Manuel Bribiesca Sahagún, hijo de Martha Sahagún, esposa del presidente Vicente Fox y que ha sido acusado de tráfico de influencias y corrupción por su cercanía al gobierno.
Durante el periodo como Jefe de Gobierno de Marcelo Ebrard Casaubón, fue directora general del Instituto de las Mujeres del Distrito Federal (2006 a 2012).. Su discurso se basó principalmente en el pleno goce de los derechos sexuales y reproductivos y, sobre todo, el «no» a la violencia contra las mujeres.
También fue diputada en la LXII Legislatura y actualmente ocupa un escaño en el Senado de la República representando al Estado de Guanajuato en la bancada del Movimiento de Regeneración Nacional (MORENA) donde preside la Comisión para la Igualdad de Género y es integrante de las Comisiones de Salud, Derechos Humanos, Relaciones Exteriores; Desarrollo Urbano, Ordenamiento Territorial y Vivienda, así como la Comisión Especial para el seguimiento a la implementación de la agenda 2030 en México.
Es impulsora y coautora de las reformas en Materia de Paridad de Género y sobre violencia digital y mediática. 

## Proyecto
En 2016 presentó el proyecto «Vidas Feministas», el cual tiene por finalidad reflejar la lucha de distintas mujeres que desde las diversas trincheras y que es de suma importancia hacer de conocimiento a las nuevas generaciones. 
En este sentido, Malú Mícher señaló que el lema de este trabajo es: «Porque fueron...somos, porque somos serán». A través de esta idea invita a las personas a reflexionar sobre las acciones y utopías que se tiene acerca del feminismo.
Contiene las biografías de 18 mujeres que han dedicado su vida a trabajar por los derechos de las niñas y las mujeres, y que en la actualidad ocupan puestos de decisión en instituciones u organismos que tienen un objetivo en común: «El activismo por los derechos de las niñas y mujeres de México».
Asimismo, recupera el camino recorrido de alguna de ellas y su relevante contribución para avanzar en el acceso de los derechos humanos de las mujeres en las últimas décadas.